# Emoglobinopatia
Le emoglobinopatie fanno parte dei disordini genetici (della catena alfa o beta) della sintesi dell'emoglobina (molecola proteica deputata al trasporto di ossigeno) e sono alterazioni di tipo qualitativo della composizione, dovute a perdita/sostituzione/aggiunta di amminoacidi in una delle catene. 
Altri tipi di disordine della sintesi dell'emoglobina sono le talassemie, che si differenziano dalle emoglobinopatie in quanto sono alterazioni di tipo quantitativo. Esistono due esempi di talassemia, a seconda della catena emoglobinica interessata.

## Complicazioni
Tra le complicazioni che possono sorgere nei pazienti affetti da emoglobinopatia ci sono quelle che coinvolgono il sistema endocrino: è importante che i pazienti affetti da emoglobinopatia effettuino periodiche valutazioni endocrinologiche (esame clinico e screening di laboratorio), anche in assenza di segni e sintomi specifici di patologia endocrina. I disturbi endocrini sono attualmente le complicanze più frequenti e quelle con il maggiore impatto sulla qualità di vita dei soggetti affetti da emoglobinopatia.
Altre complicazioni correlate alle emoglobinopatie possono coinvolgere i reni.